# 南寧戰鬥 (國軍內戰)
南寧戰鬥發生於1929年10月14日，地點則是在中國桂南一帶，是國民革命軍內部所發生的內戰戰鬥之一。南寧戰鬥的交戰雙方，一方為粵軍，另一方為俞作柏軍隊。